# Банай, Йоси
Йосеф «Йоси» Банай (13 апреля 1932, Иерусалим — 11 мая 2006, Тель-Авив) — израильский актёр и певец.

## Биография
Вырос в районе возле Махане Иегуда, Иерусалим. Бросил школу после шестого класса, поступив в театр и довольно быстро оказавшись актёром знаменитого театра «Габима». В дальнейшем Банай играл на всех главных театральных площадках страны. Особенно прочное творческое содружество связывало его с драматургом Нисимом Алони, во многих пьесах которого он играл главные роли; часто Банай играл также в спектаклях по Ханоху Левину и Яакову Шабтаю. В 1998 году Банай получил Премию Израиля за заслуги в развитии театрального искусства.
Помимо актёрской игры, Банай выступал с авторскими шоу, в ход которых монологи и скетчи чередовались с песнями. Песни Баная напрямую наследовали французскому шансону, часть из них представляла собой переводы песен Бреля и Брассанса (обычно в переводе Наоми Шемер). Всего он записал около 20 сольных альбомов.

## Признание
Баннай — лауреат премии Меира Маргалита (1983) и Государственной премии Израиля (1998).